# Старопохвистнево
Старопохви́стнево — село в Похвистневском районе Самарской области России. Административный центр сельского поселения Старопохвистнево.

## География
Село находится в северо-восточной части Самарской области, в пределах Высокого Заволжья, в лесостепной зоне, на берегах реки Кутлугуш, на расстоянии примерно 2 км к северу от Похвистнево, административного центра района. Абсолютная высота — 72 м над уровнем моря.
Климат
Климат характеризуется как умеренно континентальный, с холодной малоснежной зимой и жарким сухим летом. Среднегодовая температура воздуха — 4,1 °С. Средняя температура воздуха самого тёплого месяца (июля) — 20,7 °C; самого холодного (января) — −13 °C (абсолютный минимум — −43 °C). Безморозный период длится в течение 125—130 дней. Среднегодовое количество атмосферных осадков составляет 469 мм, из которых 220 мм выпадает в июне-июле.
Часовой пояс
Село Старопохвистнево, как и вся Самарская область, находится в часовой зоне МСК+1. Смещение применяемого времени относительно UTC составляет +4:00.

## Население
| 2010 |
| ---- |
| 1296 |

Половой состав
По данным Всероссийской переписи населения 2010 года в гендерной структуре населения мужчины составляли 48 %, женщины — соответственно 52 %.
Национальный состав
Согласно результатам переписи 2002 года, в национальной структуре населения русские составляли 61 % из 1246 чел.

## Инфраструктура
В селе функционируют среднеобразовательная школа и фельдшерско-акушерский пункт.

## Транспорт
Село стоит на пересечении автодорог 36Н-469 и 36К-467.